# Koryū
Koryū (jap. 古流, dt. „alte Strömung, alte Schule“) ist die japanische Bezeichnung für „klassische“ Bujutsu-Disziplinen.
Unter Koryū Bujutsu-Budō, Kobudō versteht man spezifisch die traditionellen japanischen Kampfkünste, die vor der Meiji-Restauration entstanden sind. Es sind primär militärisch orientierte Waffenkünste, die ganz unter dem Gedanken des Überlebens im Kampf stehen. Im Gegensatz dazu werden die modernen Kampfkünste (Gendai budō oder shin-budō) wie Jūdō, Kendō, Karate-dō oder Aikidō typischerweise als Sport oder zur Entwicklung der Persönlichkeit (Do) betrieben. Die Koryū-Schulen sind meistens Systeme, die verschiedene Waffen und zum Teil auch die waffenlose Selbstverteidigung umfassen sowie andere Jutsu.

## Wesen der Koryū-Schulen
Die Tradition einer Koryū-Schule wird durch die Gesamtheit der Kata definiert. Unter einer Kata versteht man eine genau festgelegte Übung, in der ein Angriff und dessen Abwehr (oder eine Folge von Angriffen und deren Abwehr) dargestellt wird. Neben den technischen Fertigkeiten im Kampf – mit der Waffe oder unbewaffnet – vermitteln die Kata zugleich auch die Taktik, Prinzipien und die „Philosophie“ der jeweiligen Schule.
Der eintretende Schüler gelobte durch einen Keppan (schriftlicher Vertrag; wörtlich „Bluteid“), der Schule treu zu sein und ihre Geheimnisse nicht zu verraten. Der Fortschritt in der Ausbildung wurde dem Schüler durch Aushändigen von Urkunden („Lizenzen“) bestätigt, die ihn berechtigten, selbst Unterricht zu erteilen, und die einzelnen Kata aufführten, die er lehren durfte. Die höchste Lehrlizenz, die den vollständigen Erwerb der Schultradition bestätigt, wird Menkyo Kaiden (wörtlich Initiationslizenz) genannt. Zusätzlich zu diesen traditionellen Lehrlizenzen haben einige Koryū-Schulen auch das moderne System von Kyū- und Dan-Prüfungen übernommen.
Oberste Autorität der Schule ist der Sōke (Haupt des Hauses), dem diese Autorität persönlich von seinem Vorgänger übertragen wurde und der nicht unbedingt die gleiche Person wie der technische Leiter (Shihan) sein muss. Nur der Sōke ist berechtigt, Änderungen oder Erweiterungen an den Kata oder am Lehrprogramm der Schule vorzunehmen, oder gar der Schule einen anderen Namen zu geben.
„Koryū Budō“ bedeutet deshalb nicht, dass die traditionellen Kata unverändert weitergegeben werden. Der Ausdruck „alte Schule“ drückt aus, dass der Leiter seine Autorität in ungebrochener Reihe von direkter Überlieferung bis auf den Gründer der Schule zurückführen kann und dass die wesentliche Lehre der Schule in dieser Überlieferung bewahrt wurde.
Diese direkte Überlieferung wird durch den Stammbaum der Schule belegt, der die Lehrbefugnis des gegenwärtigen Sōke über die Generationen seiner Vorgänger bis auf den Gründer der Schule, und bei einer Verzweigung der Schulen noch weiter bis auf den ursprünglichen Begründer der Tradition zurückführt und damit legitimiert.
In Japan gibt es den Japanischen Verein der traditionellen Kampfkünste „Nihon Kobudō Kyokai“ welcher die Koryu Schulen fördert und verbreitet.

## Einige bekanntere Koryū-Schulen
| - Araki-ryu - Asayama-ichiden-ryu - Chujo-ryu - Chokugen-ryu - Daiwa Ryu Jujutsu - Fukuno-ryu - Fusen-ryu - Hoki-ryu - Hokushin Ittō-ryū - Hontai Yōshin-ryū - Hozoin-ryu Sojutsu - Motoha Yōshin Ryū - Mugai Ryū - Hyoho Niten Ichi-ryu | - Jigen-ryu Hyoho Kenjutsu - Kashima Shinryu - Kashima Shinto-ryu - Kito-ryu - Mugai-ryu - Muso Jikiden Eishin-ryu - Muso Shinden-ryu - Ono-ha Ittō-ryū - Owari Kan-ryu Sojutsu - Seishin-ryū iai - Shinmuso Hayashizaki-ryu - Shin-no-Shindo-ryu | - Shinto Muso-ryu - Takenouchi-ryu - Tendo-ryu - Tenjin Shinyō-ryū - Tennen Rishin-ryu - Tenshin Shoden Katori Shinto-ryu - Toda-ryu - Yagyū Shinkage-ryū - Yōshin-ryū - Yoshin-ryū Naginatajutsu |